# 19 d'Aquari
19 d'Aquari (19 Aquarii) és una estrella de la Constel·lació d'Aquari. Té una magnitud aparent de 5,71. És una subgegant blanca-groga del tipus F0IV. Està aproximadament a 445 anys llum de la Terra.